# Хейрснейп, Герберт
Герберт Никол Хейрснейп (англ. Herbert Nickall Haresnape; 2 июля 1880, Ливерпуль — 17 декабря 1962, Беркенхед) — британский пловец, бронзовый призёр летних Олимпийских игр 1908 года.
На Играх 1908 года Хейрснейп соревновался только в плавании на 100 м на спине, и занял в этой дисциплине третье место.
На следующей Олимпиаде 1912 года в Стокгольме Хейрснейп снова соревновался в этой дисциплине, но выбыл в полуфинальной части соревнований.